# أسل مضلل
أسل مضلل (الاسم العلمي: Juncus decipiens) نوع نباتي يتبع جنس الأسل وينتمي إلى الفصيلة الأسلية.